# コーヴン
コーヴン (Koven) はイギリスのエレクトロニック・ダンス・ミュージックの二人組グループ。
彼らは特にドラム＆ベースやダブステップで知られているが、トラップ、フューチャーベース、ハウス、ポップやその他さまざまなスタイルも用いる。グループはカナダのEDMレーベルであるモンスターキャットと契約した。彼らはダンス・プレゼンツ・ウィズ・ハイブリッド・マインズを含むBBCラジオ1の出演に招待されている。2020年に初のフルアルバム『バタフライ・エフェクト』を発表して、ドラム＆ベースアリーナ賞2020のベストアルバム部門にノミネートされた。